# Drew Schaeffer
Drew (Dru) William Schaeffer – australijski zapaśnik walczący w stylu wolnym. Odpadł w eliminacjach na igrzyskach wspólnoty narodów w 1986. Mistrz Oceanii w 1986 roku.